# Georges Sari
Georges Sar(r)i [ʃorʃ saʀí] (griechisch Ζωρζ Σαρή); (* 23. Mai 1923 in Athen; † 9. Juni 2012 ebenda), bürgerlich Georgia Sarivaxevani (Γεωργία Σαρηβαξεβάνη), war eine griechische Schriftstellerin und Schauspielerin.

## Leben und Werk
Saris Mutter war Französin und ihr Vater Grieche, er stammte aus Kleinasien, aus Ayvalik (in der heutigen Türkei). Schon früh beschäftigte sich Sari mit dem Theater und studierte während der deutschen Besetzung an der Schauspielschule von Dimitris Rontiris in Athen. Parallel dazu war sie im Widerstand bei der Gruppe EPON (ΕΠΟΝ) aktiv, der Jugendorganisation der Nationalen Befreiungsfront EAM (Εθνικό Απελευθερωτικό Μέτωπο Ethnikó Apelevtherotikó Métopo). Sie musste 1947 während des Bürgerkriegs Griechenland verlassen und emigrierte nach Paris. Dort setzte sie ihre Ausbildung zur Schauspielerin bei Charles Dullin fort. In Paris heiratete sie den ägyptischen Chirurgen Markellos Karakostas, mit dem sie zwei Kinder bekam.
1962 kehrte sie mit der Familie nach Griechenland zurück und trat sowohl im Theater als auch in Kinofilmen auf. Mit der Machtübernahme der Junta 1967 hörte sie zusammen mit anderen Schauspielern aus Protest mit ihrer Arbeit beim Theater auf und widmete sich dann dem Schreiben. Ihr erstes Werk Ο Θησαυρός της Βαγίας (Vagias Schatz) wurde 1969 veröffentlicht. 1984 machte der staatliche Fernsehsender ERT aus Vagias Schatz eine Fernsehserie.
Sari gilt heute als eine der wichtigsten griechischen Kinder- und Jugendbuchautoren der Gegenwart. Ihr gesamtes Werk kennzeichnet eine persönliche, autobiografische Schreibweise. Sie behandelt sowohl den gesellschaftlichen Alltag als auch historische und politische Ereignisse. Τα γενέθλια (Der Geburtstag) beschreibt beispielsweise die Machtergreifung der Junta und die Unterdrückung während der Diktatur aus den Augen eines heranwachsenden Mädchens. Ihr Roman Νινέτ (Ninette) handelt von einem Mädchen, dessen Leben von der Oktoberrevolution und der Kleinasiatischen Katastrophe beeinflusst wird. In E.V. - Ewig Vereint beschreibt sie ihre Freundschaft zu Alki Zei, einer anderen bekannten Schriftstellerin.
Saris Roman Όταν ο Ήλιος … (Wenn die Sonne …) wurde ins Französische übersetzt. Sie selbst übertrug zahlreiche französische Werke ins Griechische; ihre Übersetzungen umfassen Werke von Eugène Ionescu, Simone de Beauvoir, Jules Verne und Marguerite Duras.

## Auszeichnungen
Als Schauspielerin wurde Sari 1960 beim Internationalen Filmfestival von Thessaloniki für ihre Darstellung in einer Nebenrolle in Έγκλημα στα παρασκήνια (Verbrechen hinter den Kulissen) ausgezeichnet.
1988 wurde Saris Roman Τα Χέγια (Chegia) für den Hans-Christian-Andersen Preis vorgeschlagen. Ihr Roman Νινέτ (Ninette) erhielt 1994 den Nationalen Literaturpreis (Κρατικά Λογοτεχνικά Βραβεία) für das beste griechische Kinder- und Jugendbuch.
Von 1972 an bis zu ihrem Lebensende 2012 war sie Ehrenmitglied des griechischen Schriftstellerverbands (Εταιρία Ελλήνων Συγγραφέων).
Sari wurde auf dem Ersten Friedhof Athen beigesetzt.
2023 wurde die achte Grundschule von Nikea nach ihr benannt.

## Werke

### Romane
- Ο Θησαυρός της Βαγίας, 1969 (Vagias Schatz)
- Το ψέμα, 1970 (Die Lüge)
- Όταν ο Ήλιος …, 1971 (Wenn die Sonne … ins Französische übersetzt von Francine Aubry, Quand le soleil … ISBN 978-2883290532)
- Κόκκινη κλωστή δεμένη …, 1974 (Roter, verknoteter Faden …)
- Τα γενέθλια, 1977 (Der Geburtstag)
- Τα στενά παπούτσια, 1979 (Die engen Schuhe)
- Οι νικητές, 1983 (Die Sieger)
- Τα Χέγια, 1987 (Chegia)
- Το παραράδιασμα, 1989 (Lauf  der Dinge)
- Η αντιπαροχή, 1989 (Gegenleistung)
- Κρίμα κι άδικο, 1990 (Wie schade, wie ungerecht)
- Νινέτ, 1993 (Ninette)
- Ζουμ, 1994 (Zoom)
- Ε.Π., 1995 (E.V. - Ewig Vereint)
- Μια αγάπη για δύο, 1996 (Eine Liebe für Zwei, verfasst zusammen mit Argyro Kokoreli)
- Ο Χορός της ζωής, 1998 (Der Tanz des Lebens)
- Σοφία, 2000 (Sofia)
- Κλειστά Χαρτιά, 2001 (Verdeckte Karten, verfasst zusammen mit ihrer Tochter Melina Karakosta)
- Ο Κύριός μου, 2002 (Mein Herr)
- Με οικογένεια, 2003 (Mit Familie)
- Ο πόλεμος, η Μαρία και το αδέσποτο, 2003 (Der Krieg, Maria und der obdachlose Hund)
- Νυχτερινό σχολείο, 2004 (Abendschule)
- Τότε ..., 2004 (Dann …)
- Γράμμα από την Οδησσό, 2005 (Brief aus Odessa)
- Το προτελευταίο σκαλοπάτι, 2009 (Die vorletzte Stufe)

### Kinderbücher
- Το γαϊτανάκι, 1973 (Der Fastnachtstanz)
- Ο Φρίκος ο Κοντορεβυθούλης μου, 1980 (Frikos, mein Däumling)
- Η σοφή μας η δασκάλα, 1982 (Unsere kluge Lehrerin)
- Ο Αρλεκίνος, 1983 (Der Harlekin)
- Η κυρία Κλοκλό (οκτώ βιβλία), 1986–1987 (Frau Klokló, 8 Bände)
- Ο Τοτός και η Τοτίνα (οκτώ βιβλία), 1988–1990 (Totós und Totína, 8 Bände)
- Η Πολυλογού, 1993 (Die Schwätzerin)
- Η τουλιπίτσα, 2002 (Die kleine Tulpe)
- Το κουμπί και μια βελόνα, 2010 (Der Knopf und die Nadel)

### Theaterstücke
- Το τρακ (Ο φαντασμένος, Ο Γιάννης ο στρατιώτης, Ο Στρατάρχης und Το γαϊτανάκι), 1988 (Das Lampenfieber, enthält die vier Stücke: Der Eingebildete - Giannis, der Soldat  - Der Marschall - To Gaitanaki)

## Filmografie
- 1958: Το τελευταίο ψέμμα (Die letzte Lüge von Michalis Cacoyannis)
- 1958: Ο άνθρωπος του τραίνου (Der Mensch im Zug von Dinos Dimopoulos)
- 1960: Έγκλημα στα παρασκήνια (Verbrechen hinter den Kulissen von Dinos Katsouridis)
- 1962: Φαίδρα (Phaedra von Jules Dassin)
- 1964: Φεύγω με πίκρα στα ξένα (Enttäuscht wandere ich aus von Errikos Thalassinos)
- 1964: Προδοσία (Verrat von Kostas Manousakis)
- 1965: Το μπλόκο (Der Block von Adonis Kyros)
- 1969: Το νησί της Αφροδίτης (Aphrodites Insel von Giorgos Skalenakis)
- 1976: Χάππυ νταίη (Happy Day von Pantelis Voulgaris)
- 1980: Ελευθέριος Βενιζέλος (Eleftherios Venizelos von Pantelis Voulgaris)
- 1987: Γενέθλια πόλη (Geburtsort von Takis Papagiannidis)